# Verbascum pseudoflagriforme
Verbascum pseudoflagriforme är en flenörtsväxtart som beskrevs av Heinrich Carl Haussknecht. Verbascum pseudoflagriforme ingår i släktet kungsljus, och familjen flenörtsväxter. Inga underarter finns listade i Catalogue of Life.